# Formule 1 in 2004

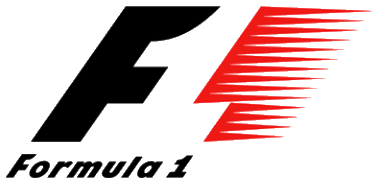
Formule 1 logo

Het Formule 1-seizoen 2004 was het 55ste FIA Formula One World Championship seizoen, het startte op 7 maart en eindigde op 24 oktober na achttien races.
Vanaf dit seizoen moet een motor het hele race-weekend meegaan (deze eis werd enkele jaren later weer losgelaten).
Al na de dertiende race was Ferrari zeker van het kampioenschap voor constructeurs. Ook het individuele kampioenschap kon Ferrari niet meer ontgaan, alleen was het in theorie nog mogelijk dat Barrichello Schumacher nog kon achterhalen.
Na de veertiende race was Michael Schumacher zeker van zijn zevende wereldtitel, waarvan de vijf laatste titels op rij.

## Kalender

Landen die in 2004 een Grand Prix organiseerden zijn getoond in het groen, voormalige organiserende landen zijn getoond in het donkergrijs.

| GP nr. | Ronde | Grand Prix                 | Circuit                        | Plaats                 | Datum        |
| ------ | ----- | -------------------------- | ------------------------------ | ---------------------- | ------------ |
| 714    | 1     | GP van Australië           | Albert Park Street Circuit     | Melbourne              | 7 maart      |
| 715    | 2     | GP van Maleisië            | Sepang International Circuit   | Sepang                 | 21 maart     |
| 716    | 3     | GP van Bahrein             | Bahrain International Circuit  | Sakhir                 | 4 april      |
| 717    | 4     | GP van San Marino          | Autodromo Enzo e Dino Ferrari  | Imola                  | 25 april     |
| 718    | 5     | GP van Spanje              | Circuit de Barcelona-Catalunya | Montmeló               | 9 mei        |
| 719    | 6     | GP van Monaco              | Circuit de Monaco              | Monte Carlo            | 23 mei       |
| 720    | 7     | GP van Europa              | Nürburgring GP-Strecke         | Nürburg                | 30 mei       |
| 721    | 8     | GP van Canada              | Circuit Gilles Villeneuve      | Montreal (Quebec)      | 13 juni      |
| 722    | 9     | GP van de Verenigde Staten | Indianapolis Motor Speedway    | Indianapolis (Indiana) | 20 juni      |
| 723    | 10    | GP van Frankrijk           | Circuit de Nevers Magny-Cours  | Magny-Cours            | 4 juli       |
| 724    | 11    | GP van Groot-Brittannië    | Silverstone Circuit            | Silverstone            | 11 juli      |
| 725    | 12    | GP van Duitsland           | Hockenheimring                 | Hockenheim             | 25 juli      |
| 726    | 13    | GP van Hongarije           | Hungaroring                    | Mogyoród               | 15 augustus  |
| 727    | 14    | GP van België              | Circuit de Spa-Francorchamps   | Stavelot               | 29 augustus  |
| 728    | 15    | GP van Italië              | Autodromo Nazionale Monza      | Monza                  | 12 september |
| 729    | 16    | GP van China               | Shanghai International Circuit | Jiading                | 26 september |
| 730    | 17    | GP van Japan               | Circuit Suzuka                 | Suzuka                 | 10 oktober   |
| 731    | 18    | GP van Brazilië            | Autódromo José Carlos Pace     | São Paulo              | 24 oktober   |

### Kalenderwijzigingen in 2004
- Er stonden twee nieuwe Grands Prix op de kalender: de Grand Prix van Bahrein en de Grand Prix van China.
- De Grand Prix van Brazilië werd verplaatst naar de laatste race van het jaar.
- De Grand Prix van de Verenigde Staten werd verplaatst van september naar juni zodat er twee races vlak na elkaar verreden konden worden verreden in Noord-Amerika omdat de Grand Prix van Canada een week eerder op de kalender stond.
- De Grand Prix van België stond weer op de kalender na een jaar afwezigheid.
- De Grand van Oostenrijk is van de kalender verdwenen.

## Ingeschreven teams en coureurs
De volgende teams en coureurs namen deel aan het 'FIA Wereldkampioenschap F1' 2004.
| Inschrijving               | Constructeur     | Chassis        | Motor            | Banden | Nr. | Coureur              | Ronde      | Nr. | Reserve coureur  |
| -------------------------- | ---------------- | -------------- | ---------------- | ------ | --- | -------------------- | ---------- | --- | ---------------- |
| Scuderia Ferrari Marlboro  | Ferrari          | F2004          | Ferrari 053      | B      | 1   | Michael Schumacher   | Alle       |     |                  |
| Scuderia Ferrari Marlboro  | Ferrari          | F2004          | Ferrari 053      | B      | 2   | Rubens Barrichello   | Alle       |     |                  |
| BMW WilliamsF1 Team        | Williams-BMW     | FW26           | BMW P84          | M      | 3   | Juan Pablo Montoya   | Alle       |     |                  |
| BMW WilliamsF1 Team        | Williams-BMW     | FW26           | BMW P84          | M      | 4   | Ralf Schumacher      | 1–9, 16–18 |     |                  |
| BMW WilliamsF1 Team        | Williams-BMW     | FW26           | BMW P84          | M      | 4   | Marc Gené            | 10–11      |     |                  |
| BMW WilliamsF1 Team        | Williams-BMW     | FW26           | BMW P84          | M      | 4   | Antônio Pizzonia     | 12–15      |     |                  |
| West McLaren Mercedes      | McLaren-Mercedes | MP4-19 MP4-19B | Mercedes FO 110Q | M      | 5   | David Coulthard      | Alle       |     |                  |
| West McLaren Mercedes      | McLaren-Mercedes | MP4-19 MP4-19B | Mercedes FO 110Q | M      | 6   | Kimi Räikkönen       | Alle       |     |                  |
| Mild Seven Renault F1 Team | Renault          | R24            | Renault RS24     | M      | 7   | Jarno Trulli         | 1–15       |     |                  |
| Mild Seven Renault F1 Team | Renault          | R24            | Renault RS24     | M      | 7   | Jacques Villeneuve   | 16–18      |     |                  |
| Mild Seven Renault F1 Team | Renault          | R24            | Renault RS24     | M      | 8   | Fernando Alonso      | Alle       |     |                  |
| Lucky Strike BAR Honda     | BAR-Honda        | 006            | Honda RA004E     | M      | 9   | Jenson Button        | Alle       | 35  | Anthony Davidson |
| Lucky Strike BAR Honda     | BAR-Honda        | 006            | Honda RA004E     | M      | 10  | Takuma Sato          | Alle       | 35  | Anthony Davidson |
| Sauber Petronas            | Sauber-Petronas  | C23            | Petronas 04A     | B      | 11  | Giancarlo Fisichella | Alle       |     |                  |
| Sauber Petronas            | Sauber-Petronas  | C23            | Petronas 04A     | B      | 12  | Felipe Massa         | Alle       |     |                  |
| Jaguar Racing              | Jaguar-Cosworth  | R5 R5B         | Cosworth CR-6    | M      | 14  | Mark Webber          | Alle       | 37  | Björn Wirdheim   |
| Jaguar Racing              | Jaguar-Cosworth  | R5 R5B         | Cosworth CR-6    | M      | 15  | Christian Klien      | Alle       | 37  | Björn Wirdheim   |
| Panasonic Toyota Racing    | Toyota           | TF104 TF104B   | Toyota RVX-04    | M      | 16  | Cristiano da Matta   | 1–12       | 38  | Ricardo Zonta    |
| Panasonic Toyota Racing    | Toyota           | TF104 TF104B   | Toyota RVX-04    | M      | 16  | Ricardo Zonta        | 13–16      | 38  | Ryan Briscoe     |
| Panasonic Toyota Racing    | Toyota           | TF104 TF104B   | Toyota RVX-04    | M      | 16  | Jarno Trulli         | 17–18      |     |                  |
| Panasonic Toyota Racing    | Toyota           | TF104 TF104B   | Toyota RVX-04    | M      | 17  | Olivier Panis        | 1–17       |     |                  |
| Panasonic Toyota Racing    | Toyota           | TF104 TF104B   | Toyota RVX-04    | M      | 17  | Ricardo Zonta        | 18         |     |                  |
| Jordan Ford                | Jordan-Ford      | EJ14           | Ford RS2         | B      | 18  | Nick Heidfeld        | Alle       | 39  | Timo Glock       |
| Jordan Ford                | Jordan-Ford      | EJ14           | Ford RS2         | B      | 19  | Giorgio Pantano      | 1–7, 9–15  | 39  | Robert Doornbos  |
| Jordan Ford                | Jordan-Ford      | EJ14           | Ford RS2         | B      | 19  | Timo Glock           | 8, 16–18   |     |                  |
| Minardi Cosworth           | Minardi-Cosworth | PS04B          | Cosworth CR-3 L  | B      | 20  | Gianmaria Bruni      | Alle       | 40  | Bas Leinders     |
| Minardi Cosworth           | Minardi-Cosworth | PS04B          | Cosworth CR-3 L  | B      | 21  | Zsolt Baumgartner    | Alle       | 40  | Bas Leinders     |

## Resultaten en klassement

### Grands Prix
| Ronde | Grand Prix                 | Poleposition       | Snelste ronde      | Winnende coureur   | Winnende constructeur | Banden | Verslag |
| ----- | -------------------------- | ------------------ | ------------------ | ------------------ | --------------------- | ------ | ------- |
| 1     | GP van Australië           | Michael Schumacher | Michael Schumacher | Michael Schumacher | Ferrari               | B      | Verslag |
| 2     | GP van Maleisië            | Michael Schumacher | Juan Pablo Montoya | Michael Schumacher | Ferrari               | B      | Verslag |
| 3     | GP van Bahrein             | Michael Schumacher | Michael Schumacher | Michael Schumacher | Ferrari               | B      | Verslag |
| 4     | GP van San Marino          | Jenson Button      | Michael Schumacher | Michael Schumacher | Ferrari               | B      | Verslag |
| 5     | GP van Spanje              | Michael Schumacher | Michael Schumacher | Michael Schumacher | Ferrari               | B      | Verslag |
| 6     | GP van Monaco              | Jarno Trulli       | Michael Schumacher | Jarno Trulli       | Renault               | M      | Verslag |
| 7     | GP van Europa              | Michael Schumacher | Michael Schumacher | Michael Schumacher | Ferrari               | B      | Verslag |
| 8     | GP van Canada              | Ralf Schumacher    | Rubens Barrichello | Michael Schumacher | Ferrari               | B      | Verslag |
| 9     | GP van de Verenigde Staten | Rubens Barrichello | Rubens Barrichello | Michael Schumacher | Ferrari               | B      | Verslag |
| 10    | GP van Frankrijk           | Fernando Alonso    | Michael Schumacher | Michael Schumacher | Ferrari               | B      | Verslag |
| 11    | GP van Groot-Brittannië    | Kimi Räikkönen     | Michael Schumacher | Michael Schumacher | Ferrari               | B      | Verslag |
| 12    | GP van Duitsland           | Michael Schumacher | Kimi Räikkönen     | Michael Schumacher | Ferrari               | B      | Verslag |
| 13    | GP van Hongarije           | Michael Schumacher | Michael Schumacher | Michael Schumacher | Ferrari               | B      | Verslag |
| 14    | GP van België              | Jarno Trulli       | Kimi Räikkönen     | Kimi Räikkönen     | McLaren-Mercedes      | M      | Verslag |
| 15    | GP van Italië              | Rubens Barrichello | Rubens Barrichello | Rubens Barrichello | Ferrari               | B      | Verslag |
| 16    | GP van China               | Rubens Barrichello | Michael Schumacher | Rubens Barrichello | Ferrari               | B      | Verslag |
| 17    | GP van Japan               | Michael Schumacher | Rubens Barrichello | Michael Schumacher | Ferrari               | B      | Verslag |
| 18    | GP van Brazilië            | Rubens Barrichello | Juan Pablo Montoya | Juan Pablo Montoya | Williams-BMW          | M      | Verslag |

### Puntentelling
Punten werden toegekend aan de top acht geklasseerde coureurs.
| Positie | 01e0 | 02e0 | 03e0 | 04e0 | 05e0 | 06e0 | 07e0 | 08e0 |
| Punten  | 10   | 8    | 6    | 5    | 4    | 3    | 2    | 1    |

### Klassement bij de coureurs
| Pos. | Coureur              | AUS | MAL | BHR | SMR | SPA | MON  | EUR | CAN  | VST | FRA | GBR | DUI  | HON | BEL | ITA | CHN | JPN  | BRA | Punten |
| ---- | -------------------- | --- | --- | --- | --- | --- | ---- | --- | ---- | --- | --- | --- | ---- | --- | --- | --- | --- | ---- | --- | ------ |
| 1    | Michael Schumacher   | 1PS | 1P  | 1PS | 1S  | 1PS | DNFS | 1PS | 1    | 1   | 1S  | 1S  | 1P   | 1PS | 2   | 2   | 12S | 1P   | 7   | 148    |
| 2    | Rubens Barrichello   | 2   | 4   | 2   | 6   | 2   | 3    | 2   | 2S   | 2PS | 3   | 3   | 12   | 2   | 3   | 1PS | 1P  | DNFS | 3P  | 114    |
| 3    | Jenson Button        | 6   | 3   | 3   | 2P  | 8   | 2    | 3   | 3    | DNF | 5   | 4   | 2    | 5   | DNF | 3   | 2   | 3    | DNF | 85     |
| 4    | Fernando Alonso      | 3   | 7   | 6   | 4   | 4   | DNF  | 5   | DNF  | DNF | 2P  | 10  | 3    | 3   | DNF | DNF | 4   | 5    | 4   | 59     |
| 5    | Juan Pablo Montoya   | 5   | 2S  | 13  | 3   | DNF | 4    | 8   | DSQ  | DSQ | 8   | 5   | 5    | 4   | DNF | 5   | 5   | 7    | 1S  | 58     |
| 6    | Jarno Trulli         | 7   | 5   | 4   | 5   | 3   | 1P   | 4   | DNF  | 4   | 4   | DNF | 11   | DNF | 9P  | 10  |     | 11   | 12  | 46     |
| 7    | Kimi Räikkönen       | DNF | DNF | DNF | 8   | 11  | DNF  | DNF | 5    | 6   | 7   | 2P  | DNFS | DNF | 1S  | DNF | 3   | 6    | 2   | 45     |
| 8    | Takuma Sato          | 9   | 15† | 5   | 16† | 5   | DNF  | DNF | DNF  | 3   | DNF | 11  | 8    | 6   | DNF | 4   | 6   | 4    | 6   | 34     |
| 9    | Ralf Schumacher      | 4   | DNF | 7   | 7   | 6   | 10†  | DNF | DSQP | DNF |     |     |      |     |     |     | DNF | 2    | 5   | 24     |
| 10   | David Coulthard      | 8   | 6   | DNF | 12  | 10  | DNF  | DNF | 6    | 7   | 6   | 7   | 4    | 9   | 7   | 6   | 9   | DNF  | 11  | 24     |
| 11   | Giancarlo Fisichella | 10  | 11  | 11  | 9   | 7   | DNF  | 6   | 4    | 9†  | 12  | 6   | 9    | 8   | 5   | 8   | 7   | 8    | 9   | 22     |
| 12   | Felipe Massa         | DNF | 8   | 12  | 10  | 9   | 5    | 9   | DNF  | DNF | 13  | 9   | 13   | DNF | 4   | 12  | 8   | 9    | 8   | 12     |
| 13   | Mark Webber          | DNF | DNF | 8   | 13  | 12  | DNF  | 7   | DNF  | DNF | 9   | 8   | 6    | 10  | DNF | 9   | 10  | DNF  | DNF | 7      |
| 14   | Olivier Panis        | 13  | 12  | 9   | 11  | DNF | 8    | 11  | DSQ  | 5   | 15  | DNF | 14   | 11  | 8   | DNF | 14  | 14   |     | 6      |
| 15   | Antonio Pizzonia     |     |     |     |     |     |      |     |      |     |     |     | 7    | 7   | DNF | 7   |     |      |     | 6      |
| 16   | Christian Klien      | 11  | 10  | 14  | 14  | DNF | DNF  | 12  | 9    | DNF | 11  | 14  | 10   | 13  | 6   | 13  | DNF | 12   | 14  | 3      |
| 17   | Cristiano da Matta   | 12  | 9   | 10  | DNF | 13  | 6    | DNF | DSQ  | DNF | 14  | 13  | DNF  |     |     |     |     |      |     | 3      |
| 18   | Nick Heidfeld        | DNF | DNF | 15  | DNF | DNF | 7    | 10  | 8    | DNF | 16  | 15  | DNF  | 12  | 11  | 14  | 13  | 13   | DNF | 3      |
| 19   | Timo Glock           |     |     |     |     |     |      |     | 7    |     |     |     |      |     |     |     | 15  | 15   | 15  | 2      |
| 20   | Zsolt Baumgartner    | DNF | 16  | DNF | 15  | DNF | 9    | 15  | 10   | 8   | DNF | DNF | 16   | 15  | DNF | 15  | 16  | DNF  | 16  | 1      |
| 21   | Jacques Villeneuve   |     |     |     |     |     |      |     |      |     |     |     |      |     |     |     | 11  | 10   | 10  | 0      |
| 22   | Ricardo Zonta        |     |     |     |     |     |      |     |      |     |     |     |      | DNF | 10† | 11  | DNF |      | 13  | 0      |
| 23   | Marc Gene            |     |     |     |     |     |      |     |      |     | 10  | 12  |      |     |     |     |     |      |     | 0      |
| 24   | Giorgio Pantano      | 14  | 13  | 16  | DNF | DNF | DNF  | 13  |      | DNF | 17  | DNF | 15   | DNF | DNF | DNF |     |      |     | 0      |
| 25   | Gianmaria Bruni      | NC  | 14  | 17  | DNF | DNF | DNF  | 14  | DNF  | DNF | 18† | 16  | 17   | 14  | DNF | DNF | DNF | 16   | 17  | 0      |
| Pos. | Coureur              | AUS | MAL | BHR | SMR | SPA | MON  | EUR | CAN  | VST | FRA | GBR | DUI  | HON | BEL | ITA | CHN | JPN  | BRA | Punten |

| Resultaat                       |
| ------------------------------- |
| Winnaar                         |
| Tweede plaats                   |
| Derde plaats                    |
| Gefinisht (punten behaald)      |
| Gefinisht (geen punten behaald) |
| Niet geklasseerd (NC)           |
| Uitgevallen (DNF)               |
| Niet gekwalificeerd (DNQ)       |
| Gediskwalificeerd (DSQ)         |
| Niet gestart (DNS)              |
| Gewond (INJ)                    |
| Uitgesloten (EX)                |
| Teruggetrokken (WD)             |
| Niet deelgenomen (blanco cel)   |
| P Pole position                 |
| S Snelste ronde                 |

† — Coureur is niet gefinisht in de GP, maar heeft wel 90% van de race-afstand afgelegd, waardoor hij als geklasseerd genoteerd staat.

### Klassement bij de constructeurs
| Pos. | Constructeur     | Nr. | AUS | MAL | BHR | SMR | SPA | MON  | EUR | CAN  | VST | FRA | GBR | DUI  | HON | BEL | ITA | CHN | JPN  | BRA | Punten |
| ---- | ---------------- | --- | --- | --- | --- | --- | --- | ---- | --- | ---- | --- | --- | --- | ---- | --- | --- | --- | --- | ---- | --- | ------ |
| 1    | Ferrari          | 1   | 1PS | 1P  | 1PS | 1S  | 1PS | DNFS | 1PS | 1    | 1   | 1S  | 1S  | 1P   | 1PS | 2   | 2   | 12S | 1P   | 7   | 262    |
| 1    | Ferrari          | 2   | 2   | 4   | 2   | 6   | 2   | 3    | 2   | 2S   | 2PS | 3   | 3   | 12   | 2   | 3   | 1PS | 1P  | DNFS | 3P  | 262    |
| 2    | BAR-Honda        | 9   | 6   | 3   | 3   | 2P  | 8   | 2    | 3   | 3    | DNF | 5   | 4   | 2    | 5   | DNF | 3   | 2   | 3    | DNF | 119    |
| 2    | BAR-Honda        | 10  | 9   | 15† | 5   | 16† | 5   | DNF  | DNF | DNF  | 3   | DNF | 11  | 8    | 6   | DNF | 4   | 6   | 4    | 6   | 119    |
| 3    | Renault          | 7   | 7   | 5   | 4   | 5   | 3   | 1P   | 4   | DNF  | 4   | 4   | DNF | 11   | DNF | 9P  | 10  | 11  | 10   | 10  | 105    |
| 3    | Renault          | 8   | 3   | 7   | 6   | 4   | 4   | DNF  | 5   | DNF  | DNF | 2P  | 10  | 3    | 3   | DNF | DNF | 4   | 5    | 4   | 105    |
| 4    | Williams-BMW     | 3   | 5   | 2S  | 13  | 3   | DNF | 4    | 8   | DSQ  | DSQ | 8   | 5   | 5    | 4   | DNF | 5   | 5   | 7    | 1S  | 88     |
| 4    | Williams-BMW     | 4   | 4   | DNF | 7   | 7   | 6   | 10†  | DNF | DSQP | DNF | 10  | 12  | 7    | 7   | DNF | 7   | DNF | 2    | 5   | 88     |
| 5    | McLaren-Mercedes | 5   | 8   | 6   | DNF | 12  | 10  | DNF  | DNF | 6    | 7   | 6   | 7   | 4    | 9   | 7   | 6   | 9   | DNF  | 11  | 69     |
| 5    | McLaren-Mercedes | 6   | DNF | DNF | DNF | 8   | 11  | DNF  | DNF | 5    | 6   | 7   | 2P  | DNFS | DNF | 1S  | DNF | 3   | 6    | 2   | 69     |
| 6    | Sauber-Petronas  | 11  | 10  | 11  | 11  | 9   | 7   | DNF  | 6   | 4    | 9†  | 12  | 6   | 9    | 8   | 5   | 8   | 7   | 8    | 9   | 34     |
| 6    | Sauber-Petronas  | 12  | DNF | 8   | 12  | 10  | 9   | 5    | 9   | DNF  | DNF | 13  | 9   | 13   | DNF | 4   | 12  | 8   | 9    | 8   | 34     |
| 7    | Jaguar-Cosworth  | 14  | DNF | DNF | 8   | 13  | 12  | DNF  | 7   | DNF  | DNF | 9   | 8   | 6    | 10  | DNF | 9   | 10  | DNF  | DNF | 10     |
| 7    | Jaguar-Cosworth  | 15  | 11  | 10  | 14  | 14  | DNF | DNF  | 12  | 9    | DNF | 11  | 14  | 10   | 13  | 6   | 13  | DNF | 12   | 14  | 10     |
| 8    | Toyota           | 16  | 12  | 9   | 10  | DNF | 13  | 6    | DNF | DSQ  | DNF | 14  | 13  | DNF  | DNF | 10† | 11  | DNF | 11   | 12  | 9      |
| 8    | Toyota           | 17  | 13  | 12  | 9   | 11  | DNF | 8    | 11  | DSQ  | 5   | 15  | DNF | 14   | 11  | 8   | DNF | 14  | 14   | 13  | 9      |
| 9    | Jordan-Ford      | 18  | DNF | DNF | 15  | DNF | DNF | 7    | 10  | 8    | DNF | 16  | 15  | DNF  | 12  | 11  | 14  | 13  | 13   | DNF | 5      |
| 9    | Jordan-Ford      | 19  | 14  | 13  | 16  | DNF | DNF | DNF  | 13  | 7    | DNF | 17  | DNF | 15   | DNF | DNF | DNF | 15  | 15   | 15  | 5      |
| 10   | Minardi-Cosworth | 20  | NC  | 14  | 17  | DNF | DNF | DNF  | 14  | DNF  | DNF | 18† | 16  | 17   | 14  | DNF | DNF | DNF | 16   | 17  | 1      |
| 10   | Minardi-Cosworth | 21  | DNF | 16  | DNF | 15  | DNF | 9    | 15  | 10   | 8   | DNF | DNF | 16   | 15  | DNF | 15  | 16  | DNF  | 16  | 1      |
| Pos. | Constructeur     | Nr. | AUS | MAL | BHR | SMR | SPA | MON  | EUR | CAN  | VST | FRA | GBR | DUI  | HON | BEL | ITA | CHN | JPN  | BRA | Punten |

| Resultaat                       |
| ------------------------------- |
| Winnaar                         |
| Tweede plaats                   |
| Derde plaats                    |
| Gefinisht (punten behaald)      |
| Gefinisht (geen punten behaald) |
| Niet geklasseerd (NC)           |
| Uitgevallen (DNF)               |
| Niet gekwalificeerd (DNQ)       |
| Gediskwalificeerd (DSQ)         |
| Niet gestart (DNS)              |
| Gewond (INJ)                    |
| Uitgesloten (EX)                |
| Teruggetrokken (WD)             |
| Niet deelgenomen (blanco cel)   |
| P Pole position                 |
| S Snelste ronde                 |

† — Coureur is niet gefinisht in de GP, maar heeft wel 90% van de race-afstand afgelegd, waardoor hij als geklasseerd genoteerd staat.
1950 · 1951 · 1952 · 1953 · 1954 · 1955 · 1956 · 1957 · 1958 · 1959 · 1960 · 1961 · 1962 · 1963 · 1964 · 1965 · 1966 · 1967 · 1968 · 1969 · 1970 · 1971 · 1972 · 1973 · 1974 · 1975 · 1976 · 1977 · 1978 · 1979 · 1980 · 1981 · 1982 · 1983 · 1984 · 1985 · 1986 · 1987 · 1988 · 1989 · 1990 · 1991 · 1992 · 1993 · 1994 · 1995 · 1996 · 1997 · 1998 · 1999 · 2000 · 2001 · 2002 · 2003 · 2004 · 2005 · 2006 · 2007 · 2008 · 2009 · 2010 · 2011 · 2012 · 2013 · 2014 · 2015 · 2016 · 2017 · 2018 · 2019 · 2020 · 2021 · 2022 · 2023 · 2024 · 2025 · 2026 
 Lijst van Formule 1 Grand Prix-wedstrijden